# Петраков, Иван Фёдорович
Ива́н Фёдорович Петрако́в (1918, с. Новый Карачан, Тамбовская губерния — 1 марта 1940, под г. Выборгом) — замковый орудия 320-го пушечного артиллерийского полка 7-й армии Северо-Западного фронта, красноармеец, Герой Советского Союза (1940).

## Биография
Родился в 1918 году в семье крестьянина в селе Новый Карачан Сукмановской волости Борисоглебского уезда Тамбовской губернии. Русский. Окончил начальную школу.
В Красной армии с 1938 года. Участник советско-финской войны 1939—40 годов.
25 февраля 1940 года добровольно первым в батарее пошёл на выполнение специального задания командования. 1 марта 1940 года принимал участие в бою в глубине расположения противника под городом Выборгом. В этом бою он погиб.
Указом Президиума Верховного Совета СССР от 21 марта 1940 года за образцовое выполнение боевых заданий командования на фронте борьбы с финской белогвардейщиной и проявленные при этом отвагу и геройство красноармейцу Петракову Ивану Фёдоровичу посмертно присвоено звание Героя Советского Союза с вручением ордена Ленина и медали «Золотая Звезда».